# Памятник И. А. Гончарову
Памятник И. А. Гончарову — памятник Ивану Александровичу Гончарову в городе Ульяновск. Памятник монументального искусства федерального значения.

## История
«Памятник И. А. Гончарову» установлен в мае 1965 года в связи с увековечиванием памяти великого русского писателя, уроженца Симбирска Ива́на Алекса́ндровича Гончаро́ва (1812—1891). Его разместили в исторической части города, в сквере его имени, на пересечении улиц Гончарова и Ленина. До разрушения в середине 1930-х гг. на этом месте находился Вознесенский собор, в котором и был крещён будущий писатель. На противоположном углу, по диагонали от сквера, находится дом, где Гончаров родился, ныне Дом Гончарова.

## Описание
Памятник И. А. Гончарову расположен по адресу: г. Ульяновск, ул. Гончарова, сквер имени И. А. Гончарова. Автор памятника — скульптор Л. М. Писаревский, архитектор — Лев Николаевич Нецветаев. Скульптура, сидящего в кресле писателя, отлита из чугуна на Мытищинском заводе художественного литья итальянским методом по воску, который применяется только в уникальных отливках. Скульптура высотой 2,3 м установлена на прямоугольном постаменте из красного гранита, в верхней части лицевой грани которого, вырезана надпись в виде увеличенного факсимиле подписи писателя: «И. Гончаров». Цоколь сложен из обработанных плит красного гранита. Общая высота памятника — 4,15 м.
Памятник И. А. Гончарову является объектом культурного наследия федерального значения на основании постановления Совета Министров РСФСР от 04.12.1974 г. № 624 "О дополнении и частичном изменении Постановления Совета Министров РСФСР от 30 августа 1960 г. № 1327 «О дальнейшем улучшении дела охраны памятников культуры в РСФСР».Приказом Министерства культуры Российской Федерации от 16.10.2015 г. № 9661-р данный объект культурного наследия зарегистрирован в едином государственном реестре объектов культурного наследия (памятников истории и культуры) народов Российской Федерации с № 731510252670006.

## Памятник Гончарову в филателии
- В 1972 году Министерством связи СССР издан художественный маркированный конверт (ХМК) — Ульяновск. Памятник И. А. Гончарову[4];
- В 1985 году ХМК СССР — Ульяновск. Памятник И. А. Гончарову[5][6];
- В 1993 году Министерство связи России выпустило ХМК — Ульяновск. Памятник И. А. Гончарову[7];

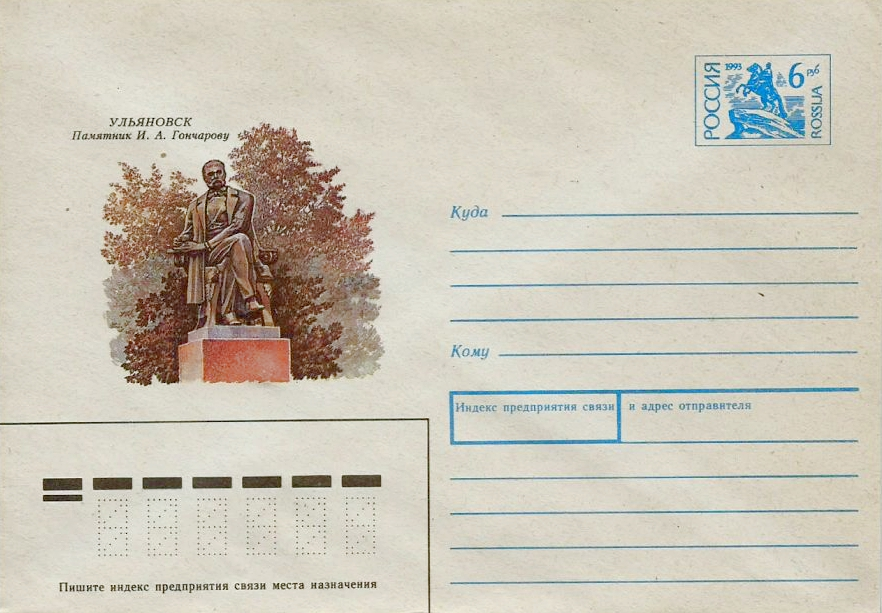
ХМК РФ, 1993. Ульяновск. Памятник И. А. Гончарову.
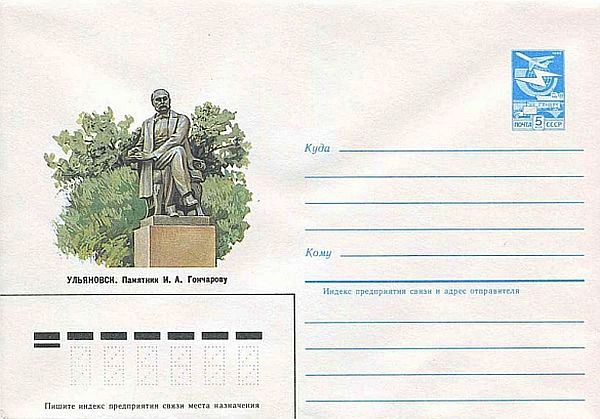
ХМК СССР, 1985. Ульяновск. Памятник И. А. Гончарову.
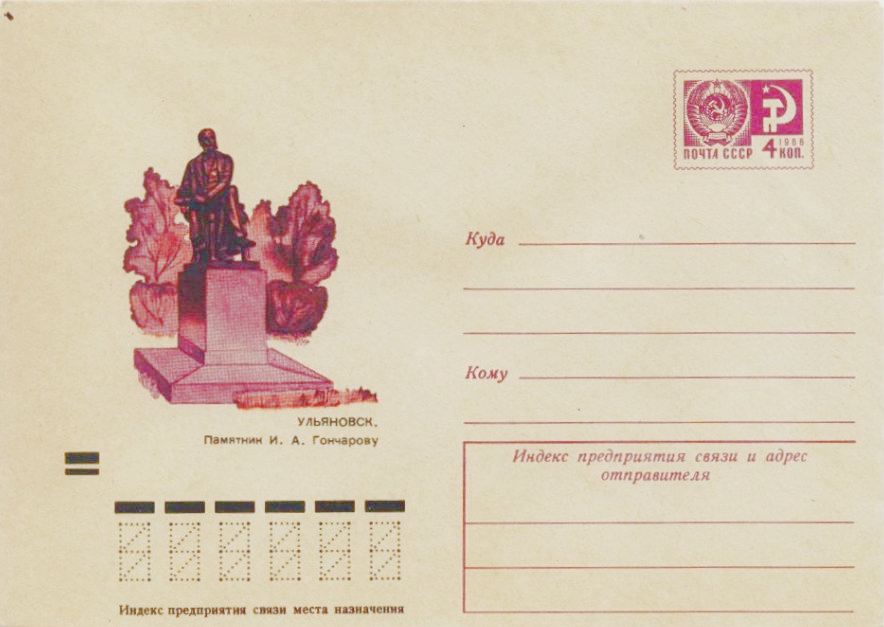
ХМК СССР, 1972. Памятник И. А. Гончарову.

## Галерея

Памятник И. А. Гончарову (2006, до реконструкции сквера).
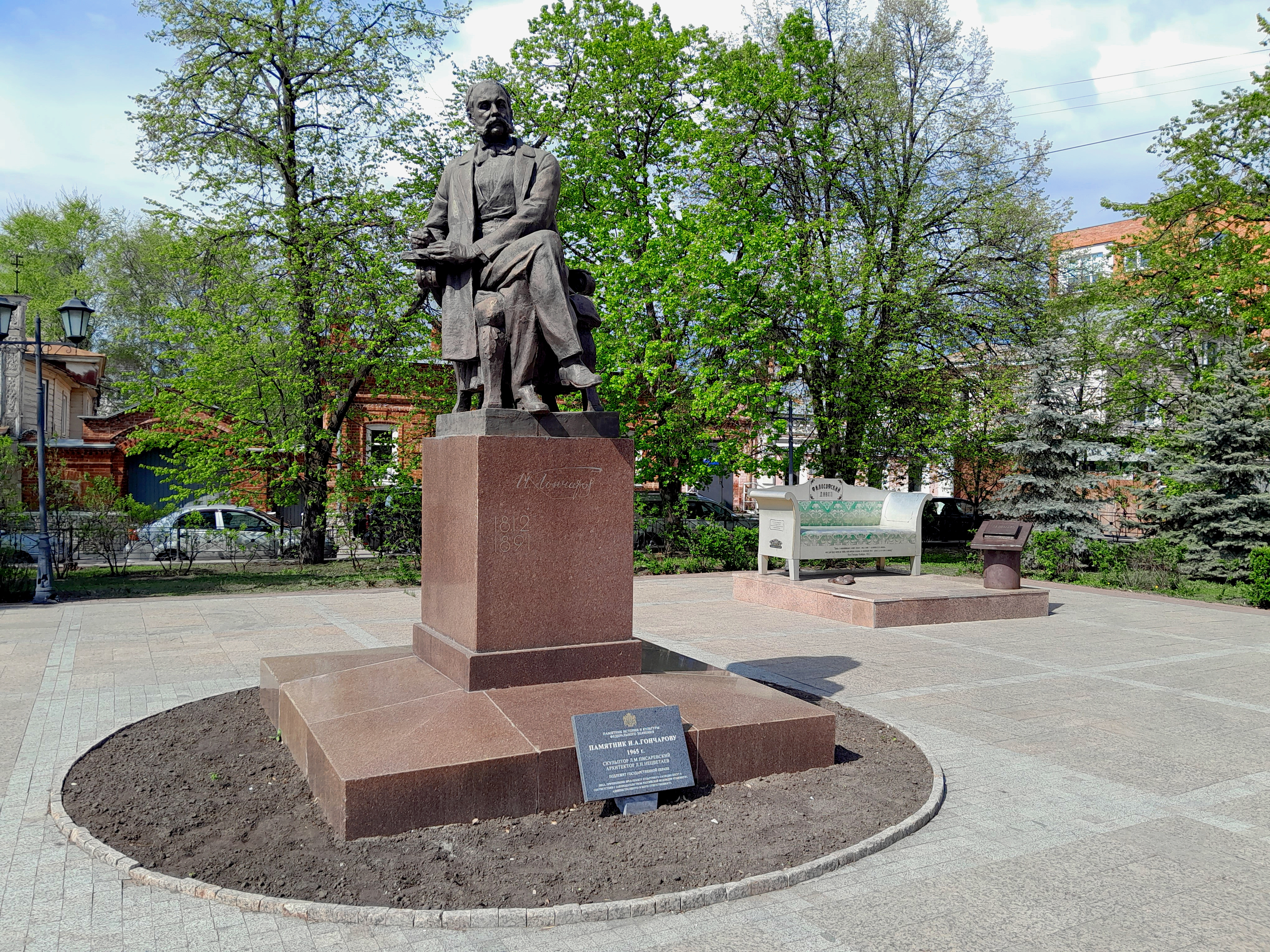
Памятник Гончарову (2025, после реконструкции сквера).